# Herbert Lang
Herbert «Flight Time» Lang (Brinkley, Arkansas, 8 de enero de 1976) es un jugador profesional de los Harlem Globetrotters.

## Carrera
Se graduó en el Centenary College de Luisiana en 1998, después de una temporada en la que llevó a la Trans-America Athletic Conference en anotación y ganó el concurso de mates de la  Asociación Nacional de Entrenadores de Baloncesto. Los Globetrotters lo invitaron a su campo de entrenamiento en 1999. Apareció en un programa de niños junto con sus compañeros Globetrotters en una semana especial de celebridades. Lang recaudó 25 000 dólares, el máximo rendimiento de todos sus compañeros de juego. En total, los Globetrotters recaudaron más de 45 000 dólares para Make-a-Wish esa semana.

## Televisión
Lang y su compañero Nathaniel «Big Easy» Lofton fueron concursantes de The Amazing Race 15, y terminaron en cuarto lugar. 
En mayo de 2010, apareció en El hormiguero y también en Sé lo que hicisteis....
Luego The Amazing Race 18 (2011) y The Amazing Race 24: All-Stars (2014)
- Datos: Q5733388